# Wii Sports Club
Wii Sports Club is een computerspel ontwikkeld door Bandai Namco en Nintendo EAD en uitgegeven door Nintendo voor de Wii U. Het sportspel is uitgekomen in Japan op 30 oktober 2013 en in Europa op 7 november 2013.

## Spel
Het computerspel is uitgebracht in losse delen. De eerste serie sportspellen, met bowlen en tennis, kwamen uit in 2013. Golf werd toegevoegd op 18 december 2013, ten slotte verschenen honkbal en boksen op 26 juni 2014.
Een versie op cd met alle vijf de sportspellen verscheen wereldwijd op 11 juli 2014.

## Ontvangst
| Recensiescore       | Recensiescore |
| Recensieverzamelaar | Score         |
| ------------------- | ------------- |
| Metacritic          | 68%           |
| Publicist           | Score         |
| IGN                 | 8             |
| Nintendo Life       | 7             |

Wii Sports Club ontving gemengde recensies. Men prees de mogelijkheid voor online multiplayer maar kritiek was of de spelserie nog vernieuwend zou zijn.
Op Metacritic, een recensieverzamelaar, heeft het spel een score van 68%.